# Uromyces oblongisporus
Uromyces oblongisporus ist eine Ständerpilzart aus der Ordnung der Rostpilze (Pucciniales). Der Pilz ist ein Endoparasit des Korbblütlers Artemisia tridentata. Symptome des Befalls durch die Art sind Rostflecken und Pusteln auf den Blattoberflächen der Wirtspflanzen. Sie ist ein Endemit Wyomings.

## Merkmale

### Makroskopische Merkmale
Uromyces oblongisporus ist mit bloßem Auge nur anhand der auf der Oberfläche des Wirtes hervortretenden Sporenlager zu erkennen. Sie wachsen in Nestern, die als gelbliche bis braune Flecken und Pusteln auf den Blattoberflächen erscheinen.

### Mikroskopische Merkmale
Das Myzel von Uromyces oblongisporus wächst wie bei allen Uromyces-Arten interzellulär und bildet Saugfäden, die in das Speichergewebe des Wirtes wachsen. Ihre Spermogonien und Aecien sind bislang unbekannt. Gleiches gilt für die Uredien des Pilzes, möglicherweise werden sie nicht ausgebildet. Die beidseitig auf den Oberflächen der Wirtsblätter wachsenden Telien der Art sind schwarzbraun, pulverig und unbedeckt. Die kastanienbraunen Teliosporen sind einzellig, in der Regel ellipsoid bis langellipsoid, warzig und meist 30–37 × 18–21 µm groß. Ihre Stiele sind farblos und bis zu 40 µm lang.

## Verbreitung
Das bekannte Verbreitungsgebiet von Uromyces oblongisporus umfasst lediglich Wyoming.

## Ökologie
Die Wirtspflanze von Uromyces oblongisporus ist Artemisia tridentata. Der Pilz ernährt sich von den im Speichergewebe der Pflanzen vorhandenen Nährstoffen, seine Sporenlager brechen später durch die Blattoberfläche und setzen Sporen frei. Die Art durchläuft einen Entwicklungszyklus, von dem Bislang nur Telien und deren Wirt bekannt sind. Ob sie Wirtswechsel durchmacht, lässt sich deshalb nicht sagen.